# Anges d'Humbert
Les anges d'Humbert sont deux statues en chêne d'environ 1,30 m, originaires de l'Artois, et représentant des anges souriants aux ailes déployées, qui appartiennent à la commune française d'Humbert.

## Histoire
Leur origine remonterait à la fin du XIIIe siècle.
Ces deux anges font partie d'un ensemble de sept sculptures en bois doré, stylistiquement très semblables et de même taille. Deux autres de ces anges avaient été découverts en 1958 dans une chapelle votive située sur la commune de Saudemont. L'un est conservé au musée du Louvre mais se trouve dans un état bien plus dégradé et deux autres au Metropolitan Museum of Art de New York.
Une première hypothèse avance que cet ensemble fut conservé autrefois dans la cathédrale d'Arras. Toutefois, une étude récente tente de montrer que leur première localisation ait été une église de Montreuil ou d'Hesdin. Exposées dans le chœur de l'église Saint-Pierre d'Humbert, elles ont fait l'objet d'une tentative de vente en 1927. Des copies avaient été réalisées afin de retarder la constatation du délit.
Les deux statues ont finalement été volées dans la nuit du 24 au 25 mars 1977. Un ange a été retrouvé en 1994 en Espagne, l'autre en 2003 aux Pays-Bas et retrouvé grâce à la collaboration des autorités hollandaises et de l'OCBC (Office central de lutte contre le trafic des biens culturels) de la direction centrale de la police judiciaire. Les copies étaient exposées entre-temps au musée d'art et d'histoire de Montreuil.

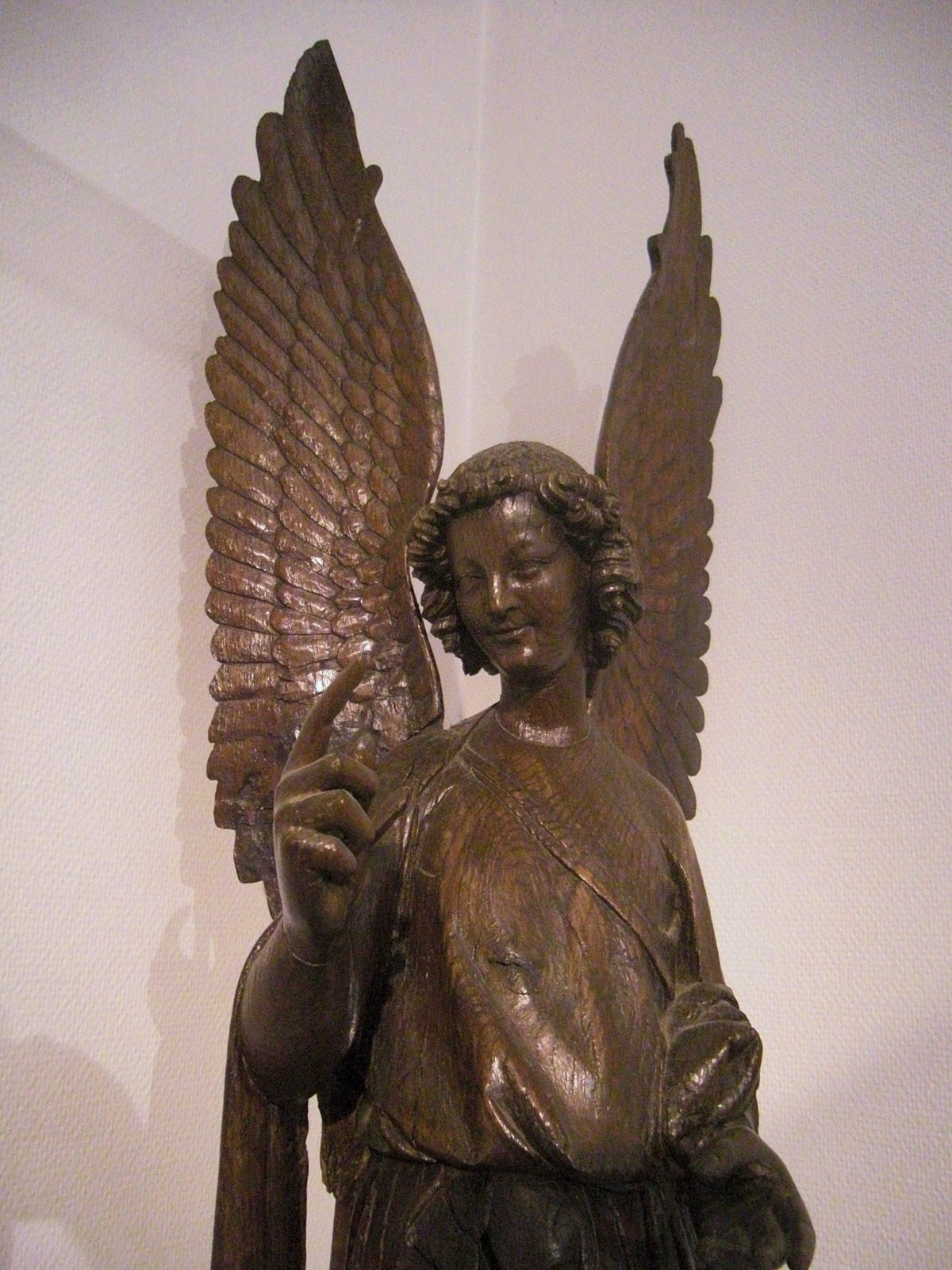
Un ange d'Humbert (ange de droite).
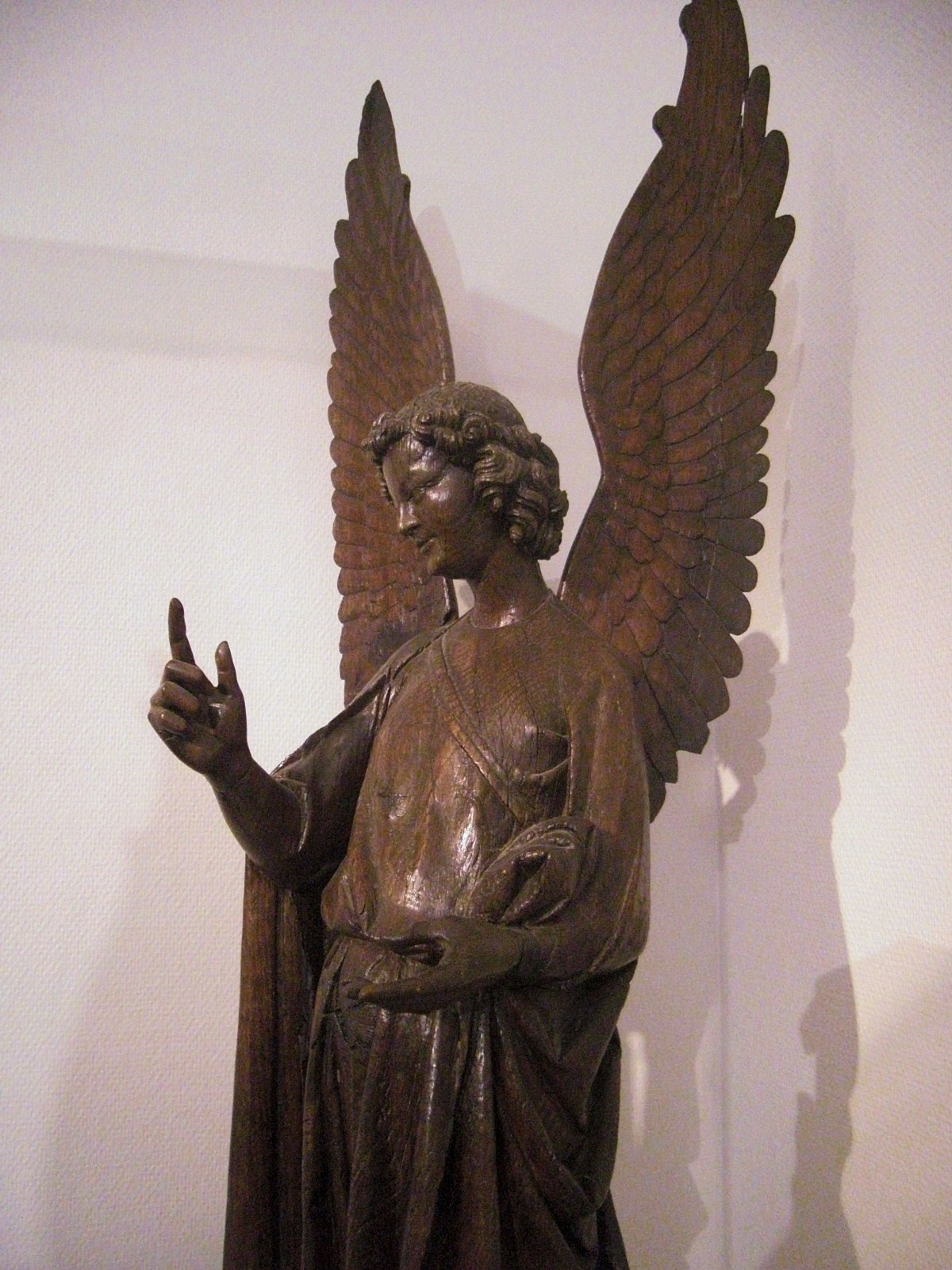
Un ange d'Humbert (ange de droite).
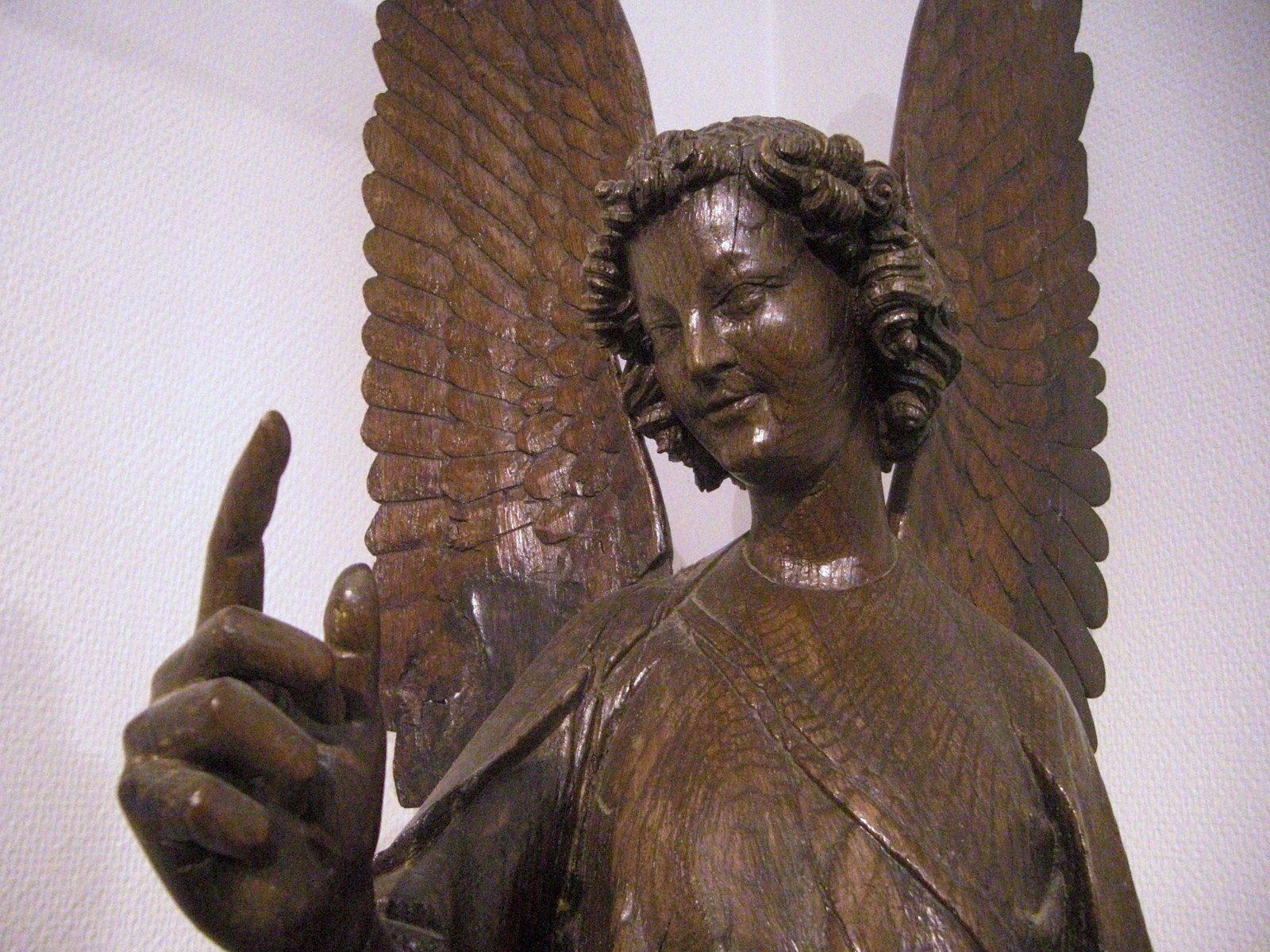
Détail du visage d'un ange d'Humbert (ange de droite).
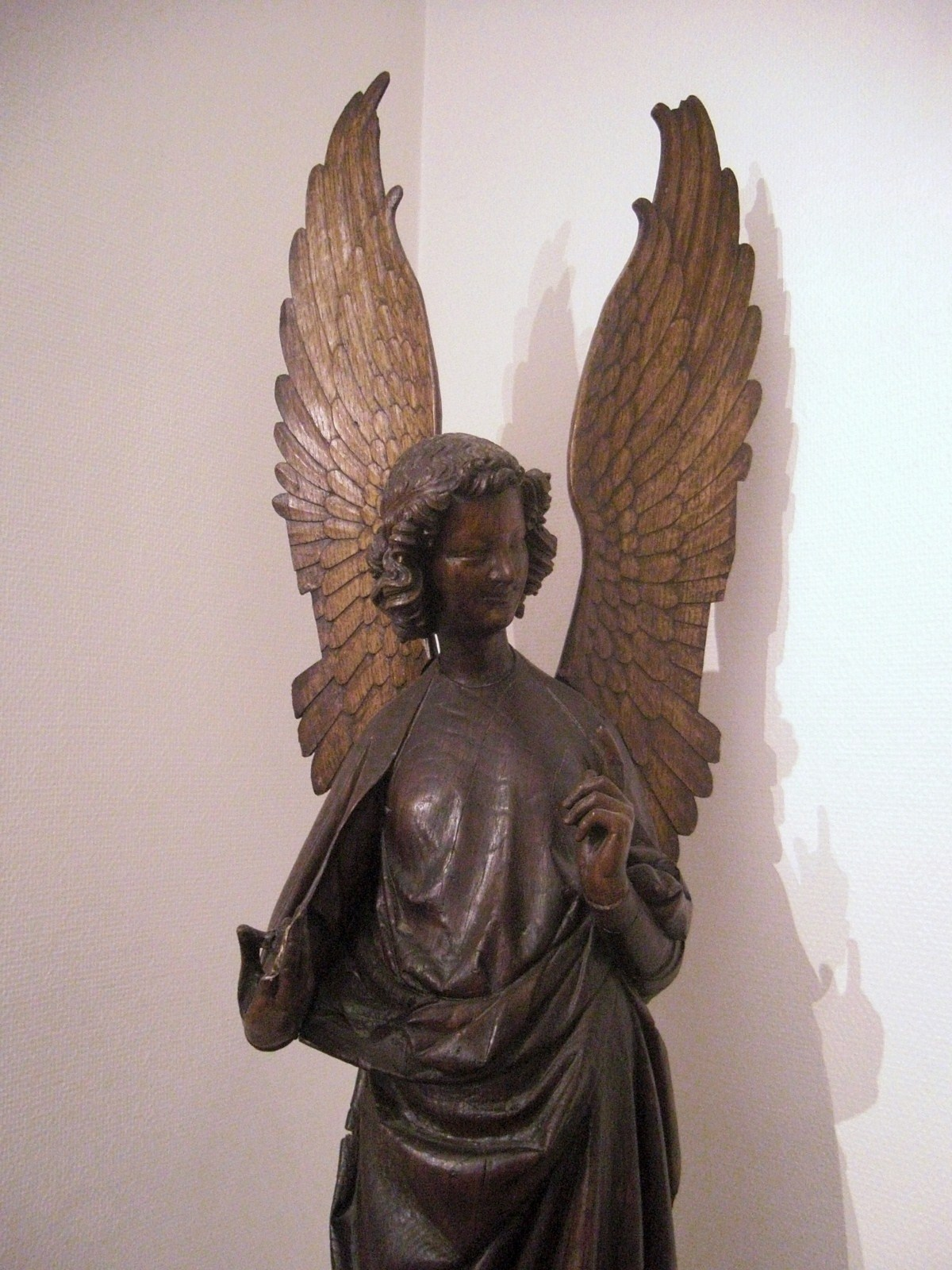
Un ange d'Humbert (ange de gauche).
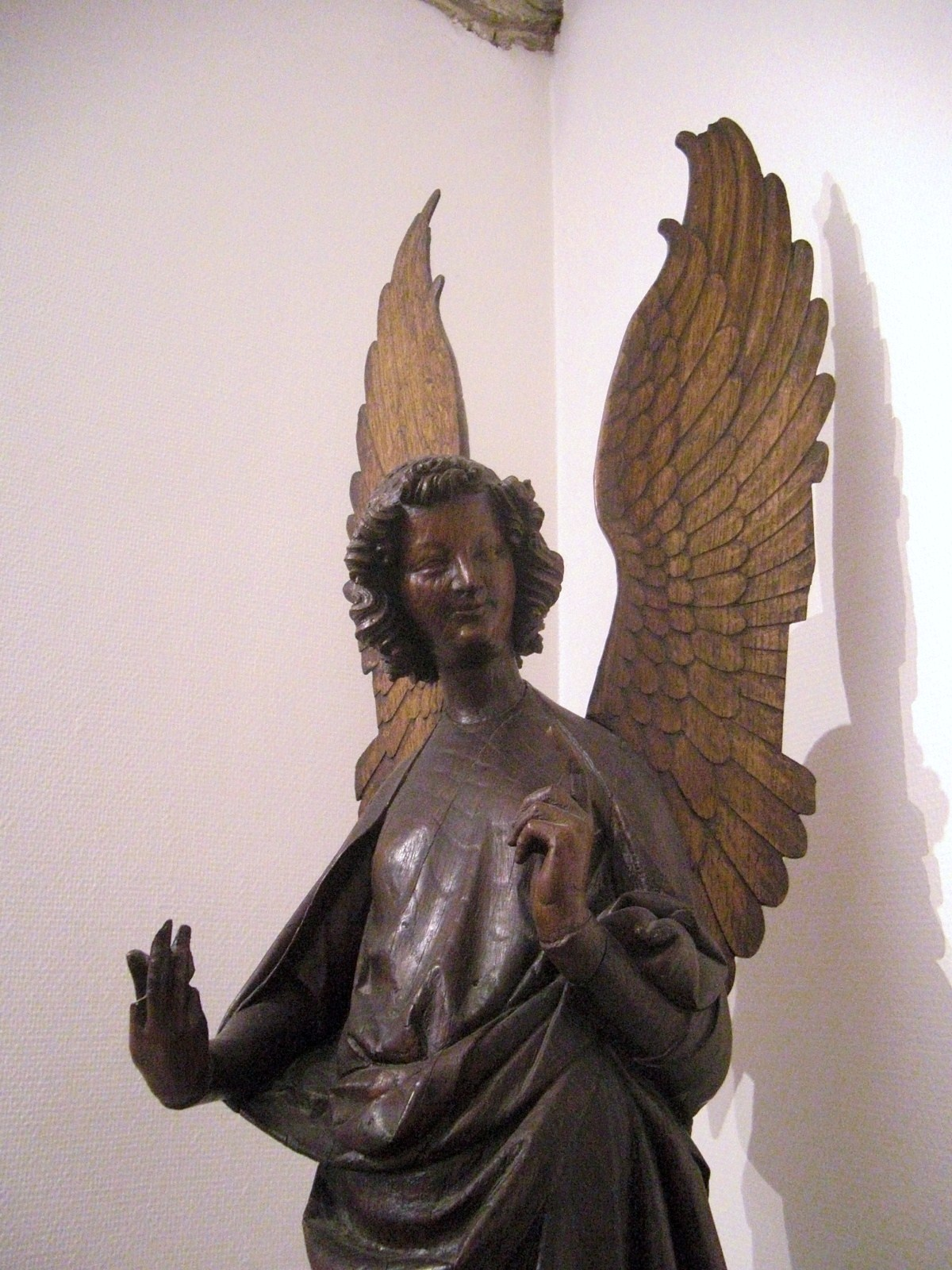
Un ange d'Humbert (ange de gauche).
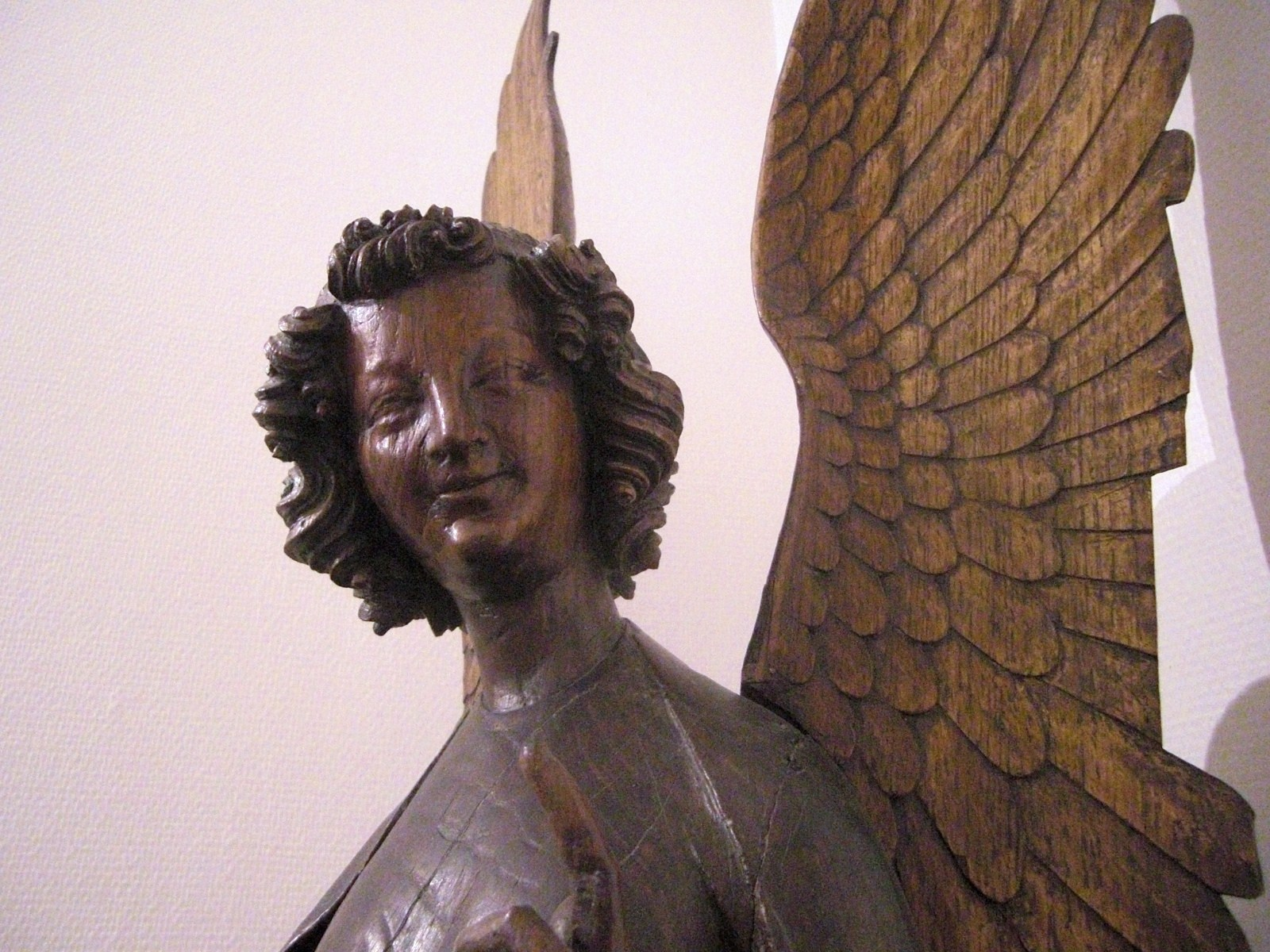
Détail du visage d'un ange d'Humbert (ange de gauche).

## Localisation actuelle
Les anges sont désormais exposés au musée des Beaux-Arts d'Arras, en compagnie des anges de Saudemont, les copies ayant intégré le chœur de l'église Saint Pierre d'Humbert.